# 篠田昭
篠田 昭（しのだ あきら、1948年（昭和23年）7月17日 - ）は、日本の政治家。前新潟市長（第31 - 34代）。
2022年（令和4年）1月、学校法人新潟青陵学園理事長に就任。

## 来歴
新潟市中央区生まれ。実家は旅館を営んでいた。新潟大学教育学部附属新潟小学校→新潟大学教育学部附属新潟中学校→新潟県立新潟高等学校→上智大学外国語学部ロシア語学科卒業。上智大卒業後の1972年4月、新潟日報社に入社し、同社編集委員や編集局学芸部長・報道部長、長岡支社報道部長、論説委員等を務めた。
2002年9月、新潟日報社を退社。同年11月の新潟市長選挙に無所属で立候補し、初当選を果たした。2006年・2010年の新潟市長選挙でも再選。
2012年、フランス共和国レジオン・ドヌール勲章シュヴァリエを受章。
4期目となる市長選挙への立候補を当初は否定していたものの、一転して立候補を表明し、2014年11月9日の選挙で4選を果たした。
2018年7月23日に、次期の選挙に立候補しないことを明らかにし、24日に記者会見を開いた。政治家を引退する理由として「市の活性化を進めるため、新しいリーダーに任せるべきだと判断した」と説明している。不出馬表明の直前には「構図次第では出馬を検討する」と発言していた。
2021年4月の春の叙勲で旭日中綬章受章。

## 人物
- 選挙では自由民主党・民主党・公明党の推薦を受けて市長選挙には出馬し当選しているが、篠田自身は特定の政党に縛られない政治を信念に掲げている。
- 市民の党の応援を受けている。
- 2011年1月、泉田裕彦新潟県知事と共同で記者会見を開き、新潟県と新潟市を合併して行政の効率化を図る新潟州構想を発表した。
- 2013年7月に柏崎刈羽原子力発電所の再稼働をめぐり開かれた、新潟県知事泉田裕彦と、東京電力の廣瀬直己の会談が物別れに終わったことに関し、経済再生担当相であった甘利明は、知事側が原子力規制委員会に安全性の判断させないと主張している点は誤解があると指摘[9]、原子力規制委員会の田中俊一委員長も、「申請が出されれば粛々と審査していく」とし、「地元自治体との調整については規制委員会では関与しない」と述べた[10]が、これに関し、篠田市長は、「基本的に知事の言っていることは正しい」とし、知事に賛同する姿勢を示した[11]。
- 2018年10月の新潟市長選挙の期間中は、元参議院議員の中原八一候補と元北区長の飯野晋候補の陣営を訪れた[12]。